# Cratere Guzel
Guzel  è un cratere sulla superficie di Venere.